# (7331) Balindblad
(7331) Balindblad est un astéroïde de la ceinture principale.

## Description
(7331) Balindblad est un astéroïde de la ceinture principale. Il fut découvert le 15 octobre 1985 à la station Anderson Mesa par Edward L. G. Bowell. Il présente une orbite caractérisée par un demi-grand axe de 3,18 UA, une excentricité de 0,04 et une inclinaison de 22,3° par rapport à l'écliptique.

## Compléments